# ذقن

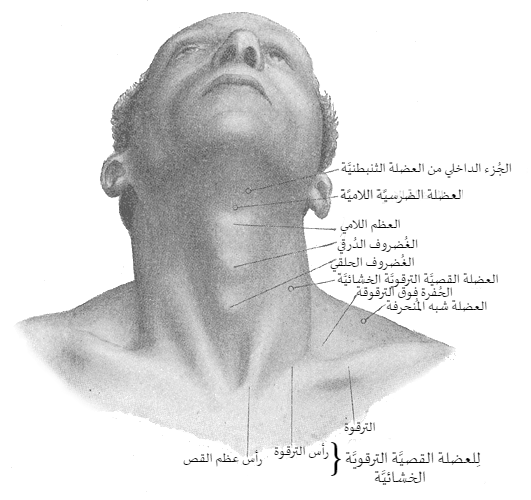
الذقن والرقبة

في التشريح، الذَّقَن (بفتح القاف لا بتسكينها) أو المنطقة العقلية هو آخر جزء من منطقة الوجه تحت الشفة السفلى بما في ذلك بروز الفك السفلي، وهو الذي ينبت عليه شعر اللحية. وهي تتكون من الجزء السفلي من الفك السفلي.

## التطور
في التطور البشري الذي يعرف جزئيا من الإنسان الحديث التشريحي بأنه متميز عن الأشكال القديمة. وتحتوي القرود البشرية غير البشرية على رف سيميان على سبيل المثال. الفيلة هي الحيوانات الأخرى الوحيدة التي تعتبر لعرض هذه الميزة، على الرغم من أن هذا يؤدي إلى نقاش حول استخدام هذا المصطلح.

## النونة
النُّونّة هي النقرة التي تكون في في وسط الذقن.

## انظر أيضًا

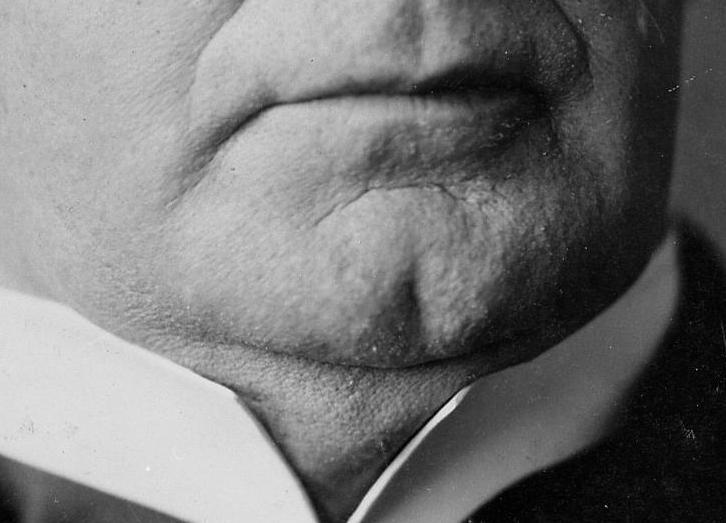
مثال عن النونة